# 압록강군
압록강군(鴨緑江軍 오료쿠코 군[*])은 일본 제국 육군의 군 중 하나였다. 러일 전쟁에 따라 1905년 1월에 편성되어 만주군에 편입되어, 한반도에 배치되었다. 봉천 전투에 참가했다가. 1906년 1월 20일에 재향했다.

## 조직

### 사령부

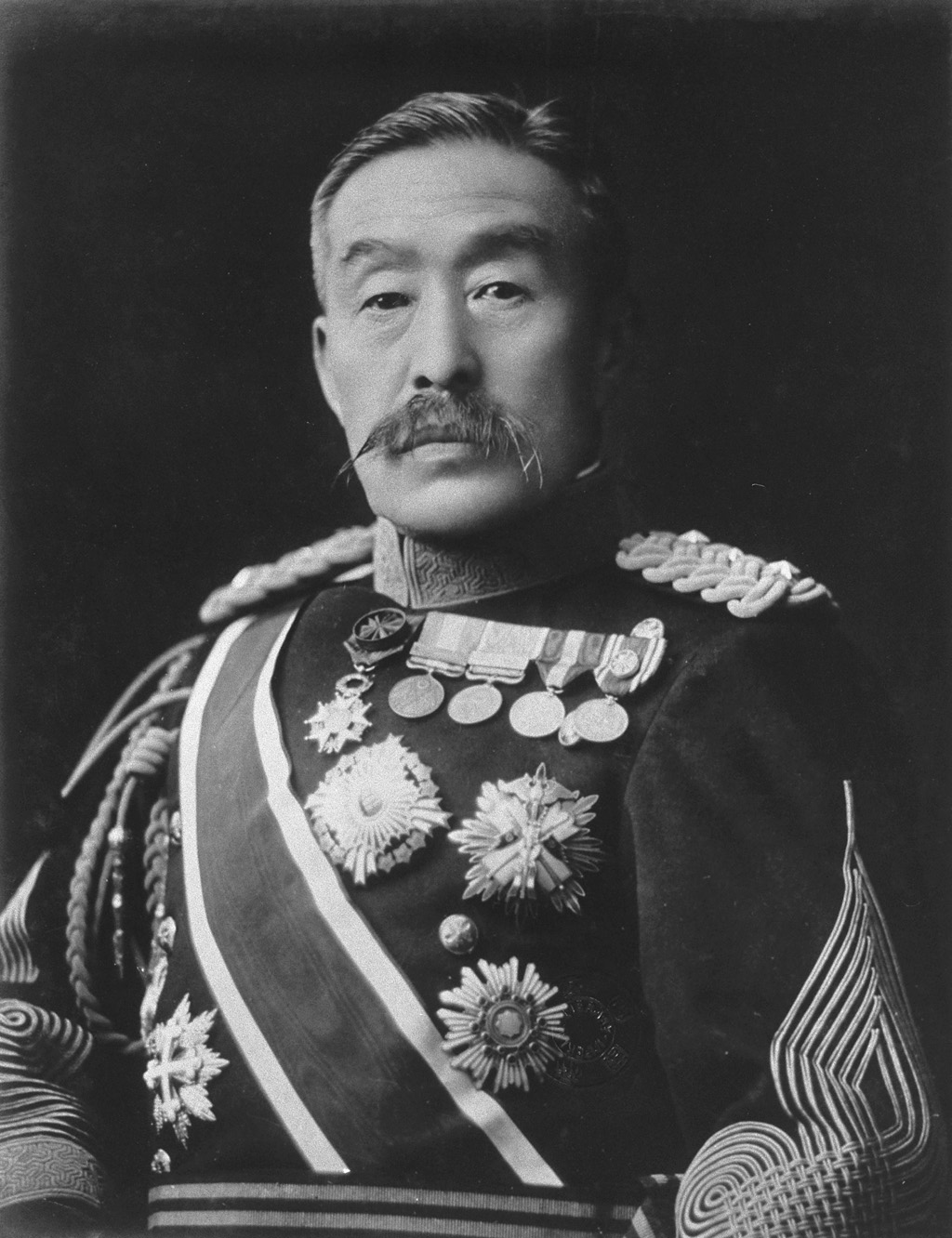
사령관 가와무라 케게아키

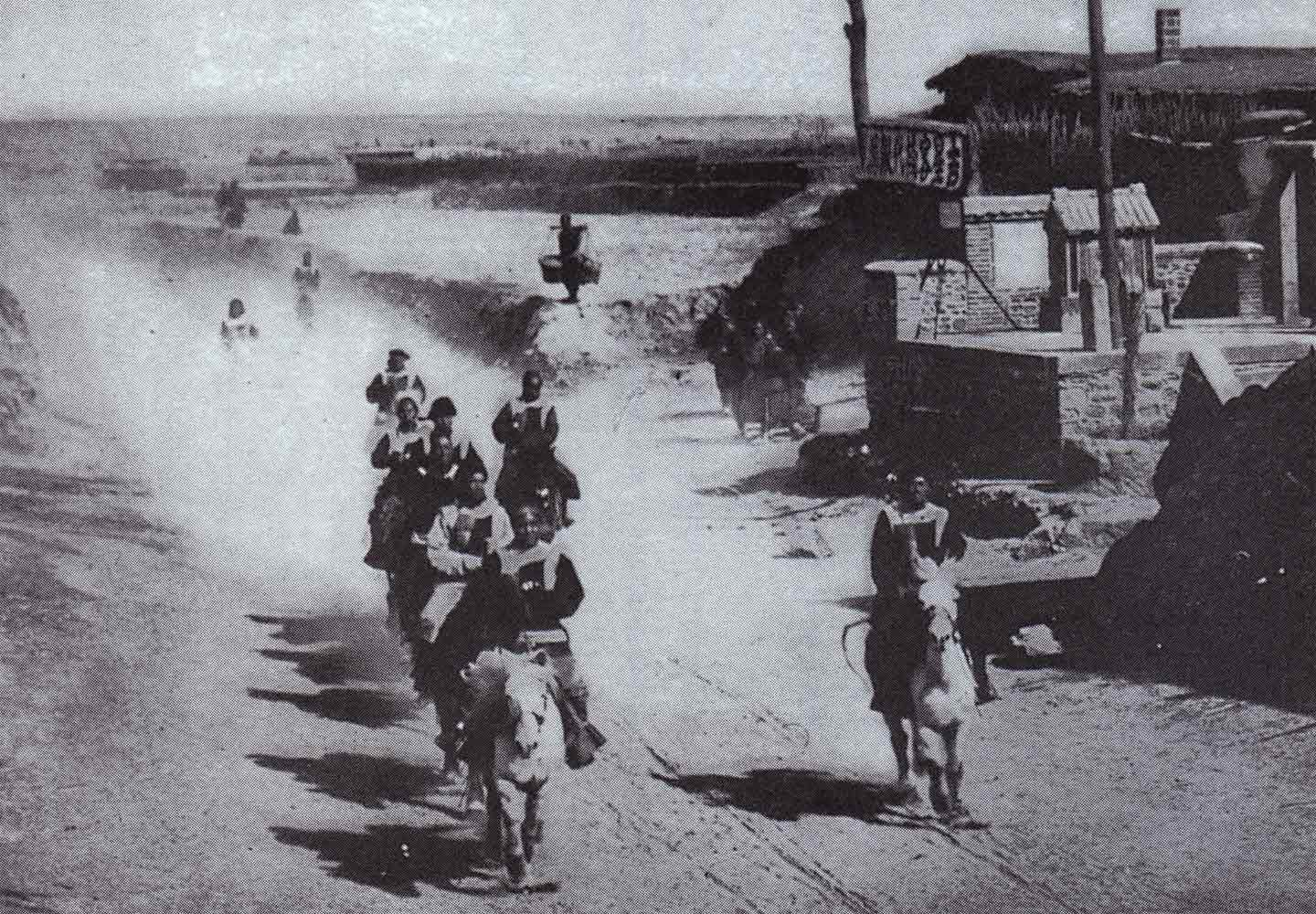
봉천 전투

- 사령관 : 대장 가와무라 케게아키; 1905년 1월 15일 - 1906년 1월 26일
- 참모장 : 소장 우치야마 고지로; 1905년 1월 14일 - 1906년 1월 30일
- 포병부장 : 대좌 이카타 토쿠조
- 공병부장 : 대좌 오타 마사노리
- 참모부장 : 대좌 이카타 토쿠조 : 1905년 1월 13일 - 1906년 1월
- 참모
  1. 중좌 사토 켄타케시
  2. 소좌 후루 미이즈시오
  3. 소좌 무토 노부요시
  4. 소좌 이노우에 카즈츠구
- 경리부장 : 카토
- 군의부장 : 요코이 도시조 군의감
- 병참부
  - 병참관 : 대좌 후루타니 야스타미; 1905년 1월 14일 - 1906년 1월 20일
  - 참모장 : 중좌 후지이 고오츠치; 1905년 1월 15일 - 1906년 1월

### 편성
- 제11사단 : 사메지마 시게오 중장
  - 보병 제10여단
  - 보병 제22여단
  - 기병 제11연대
  - 야전 포병 제11연대
  - 공병 제11연대
  - 물류병 제11연대
- 후비 제1사단 : 사카이 시게스에 중장
  - 후비 보병 제9여단 : 히시지마 요시테루 소장
  - 후비 보병 제6여단 : 구사바 彦輔 대좌
  - 후비 보병 제16여단 (히로사키) : 마루이 政亜 소장
  - 사단 직할부대
    - 기갑부대
    - 야전포병연대
    - 도보 포병대
    - 공병대대
    - 위생대
    - 야전병원
    - 탄약대대
    - 물류병대대
- 압록강군 야전전신대
- 도보 포병 제1독립대대
- 후비 보병 제59연대 : 나마이 준조 중좌

## 참고자료
- 하타 이쿠히코 (2005). 《일본육해군종합사전》 (일본어) 2판. 도쿄대학출판회.
- 外山操; 森松俊夫 (1987). 《제국육군 편제총람》 (일본어). 芙蓉書房出版.